# العرقوب (الرضمة)

تعديل مصدري - تعديل

العرقوب محلة تابعة لقرية الصرم، التابعة لعزلة بني قيس بمديرية الرضمة إحدى مديريات محافظة إب في الجمهورية اليمنية.، بلغ تعداد سكانها 280 حسب تعداد اليمن لعام 2004.